# Saint-Josse
Saint-Josse je francouzská obec v departementu Pas-de-Calais v regionu Hauts-de-France. V roce 2011 zde žilo 1 184 obyvatel.

## Vývoj počtu obyvatel
Počet obyvatel 